# ディック・バン・アースデール
ディック・バン・アースデール（Dick Van Arsdale, 1943年2月22日 - 2024年12月16日）はアメリカ男子プロバスケットボールリーグNBAで活躍した元バスケットボール選手。インディアナ州インディアナポリス出身。1968年に誕生したフェニックス・サンズのオリジナルメンバーであり、ファンからは"original Sun"と呼ばれ、親しまれた。彼の背番号『5』はサンズの永久欠番となっている。一卵性双生児の兄、トム・バン・アースデールも元NBA選手である。

## 経歴
ディック・バン・アースデールことリチャード・アルバート・バン・アースデールは、高校、大学と兄のトムと共にプレイし、インディアナポリス・マニュアル高校時代は1961年の州トーナメント決勝まで導き、優れたバスケットボール選手に贈られるトレスター賞をトムと共同受賞した。インディアナ大学卒業後、1965年のNBAドラフトで全体10位指名を受けてニューヨーク・ニックスに入団。兄のトムもデトロイト・ピストンズから11位指名を受けており、一卵性双生児が初めて同時に指名を受けた例として話題となった。
ニックスではルーキーイヤーからローテーション入りを果たし、12.3得点4.8リバウンドを記録。トムと共にオールルーキー1stチームに選ばれた。2年目には先発に昇格し、15.1得点7.0リバウンドまで数字を伸ばしたが、3年目にはカジー・ラッセルとの出場時間争いに負けてしまい、11.0得点まで成績が落ち、このシーズン終了後に誕生したフェニックス・サンズのエクスパンション・ドラフトに掛けられることになった。

### フェニックス・サンズ
サンズに入団したディックはここでオールスター選手へと成長する。入団1年目の1968-69シーズンには前季を大幅に上回る21.0得点6.9リバウンド4.8アシストを記録。ディックはサンズ最初の公式戦で最初の得点を決め、ゲイル・グッドリッチと共にサンズ初のオールスター選手となったことから、ファンから"original Sun"の称号を与えられた。
ディックはその後も3シーズン連続でアベレージ20得点以上を達成し、コニー・ホーキンズらと共にチームの中心選手としてチームを牽引。1970-71シーズンにはキャリアハイとなる21.9得点を記録し、また1973-74シーズンにはオールディフェンシブ2ndチームに選出されている。サンズもディックらの活躍で創部2年目には早くもプレーオフに進出し、1971-72シーズンには49勝33敗まで勝率を伸ばした。しかし好成績を残しながらもプレーオフは1969-70シーズンに進出した1回切りで、その後はプレーオフを逃し続け、ディックらにとっては我慢のシーズンが続いた。
49勝を記録した1971-72シーズンを最後に成績が停滞していたサンズは、世代交代を推し進め、1975-76シーズンには、オリジナルメンバーはディックただ一人が残るのみとなり、サンズの最初期をディックと共に支えたホーキンズらはすでにチームを去っていた。1975年には新たにポール・ウェストファルとアルヴァン・アダムスを獲得。チームの主役はディックからこの若い2人に譲られた。
1975-76シーズンのサンズは6シーズンぶりにプレーオフに進出。レギュラーシーズンの成績は42勝40敗と平凡な数字に終わっていたが、プレーオフでは粘り強い戦いでシアトル・スーパーソニックスとゴールデンステート・ウォリアーズを破り、NBAファイナル進出を果たした。ボストン・セルティックスとのシリーズは史上稀に見る熱戦となり、特にトリプル・オーバータイムまでもつれた第5戦はファイナル史上最高の試合として名高い。サンズはレギュラーシーズンの成績で遥かに上回るセルティックス相手に奮闘を見せたが、惜しくも優勝はならなかった。
ディックは1976-77シーズンを最後に現役から引退した。NBA通算成績は12シーズン921試合の出場で、15,079得点3,807リバウンド、平均17.1得点4.3リバウンドだった。
引退後はサンズのゼネラルマネージャーとなり、またその後もサンズのフロント職を歴任。現在は球団シニア・バイス・プレジデントに就いている。1987年には短期的だがヘッドコーチとしてチームを率いた。
なお、同じ年にNBA入りを果たしたトムもディックと同じ時期に移籍を経験し、同じ時期にキャリアの全盛期を迎え、同じ回数オールスターに出場し、そして1976-77シーズンには弟の居るサンズに移籍。ラストシーズンを兄弟同じチームで過ごし、そして同じ年に現役から引退した。
2024年12月16日に死去。81歳没。

## 主な業績
- オールスター出場：1969年－1971年
- オールルーキー1stチーム：1965年
- オールディフェンシブ2ndチーム：1974年
- 背番号『5』はフェニックス・サンズの永久欠番